# 腰越車站
腰越車站（日语：／ Koshigoe eki */?）是由江之島電鐵（江之電）所經營的鐵路車站，位於日本神奈川縣鎌倉市。本站是江之島電鐵線的沿線車站。
江之島電鐵線自江之島至本站之間，採用的是與一般道路併用、路軌設於行車路面上的路面電車配置方式，直到本站之後才恢復為鐵路般的專用路線。加上車站靠鎌倉方向緊臨平交道，建站空間不足下導致月台特別短，只有三節車廂的長度。當四節車廂編組的列車進站時，最後一節車廂會無法停靠月台開啟車門。除此之外，因末節車廂會直接停在平交道中央，因此江之島電鐵在此處配置了站員負責相關的安全措施管理。本站在1903年初次啟用時原名谷戶，目前的站名是在1948年時才啟用。

## 車站結構

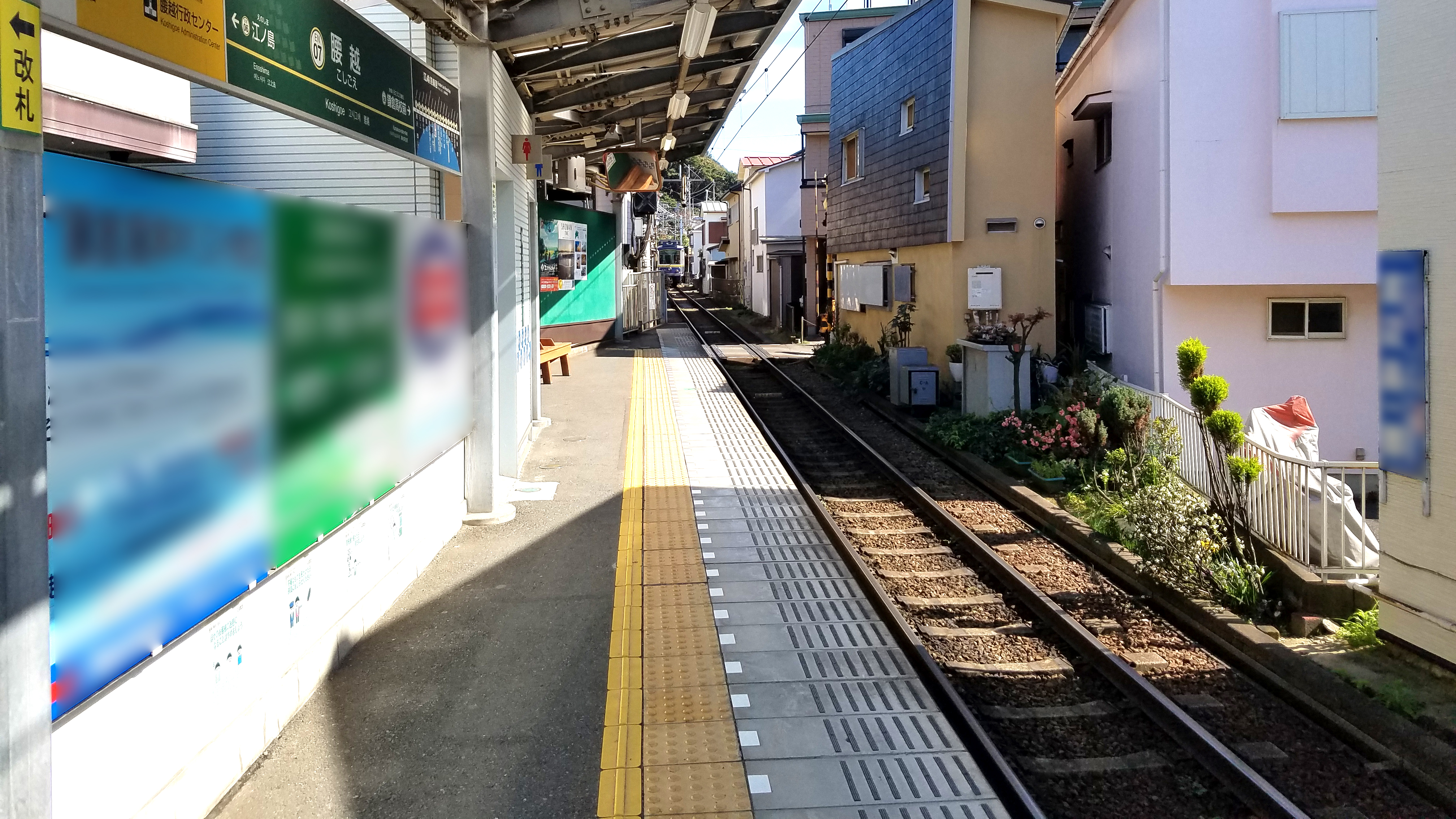
月台（2020年3月）

本站為擁有側式月台1面1線的地面車站。

## 使用情況
2018年度1日平均上下車人次為3,047人，是江之島電鐵全部15個站中第9位。
近年1日平均上下車人次推移如下表。
| 年度               | 1日平均 上下車人次 | 1日平均 上車人次 | 來源     |
| ------------------ | ------------------ | ---------------- | -------- |
| 1995年（平成07年） |                    | 1,445            | [ * 1 ]  |
| 1998年（平成10年） |                    | 1,282            | [ * 2 ]  |
| 1999年（平成11年） |                    | 1,259            | [ * 3 ]  |
| 2000年（平成12年） |                    | 1,234            | [ * 3 ]  |
| 2001年（平成13年） |                    | 1,260            | [ * 4 ]  |
| 2002年（平成14年） |                    | 1,266            | [ * 5 ]  |
| 2003年（平成15年） |                    | 1,222            | [ * 6 ]  |
| 2004年（平成16年） |                    | 1,260            | [ * 7 ]  |
| 2005年（平成17年） |                    | 1,336            | [ * 8 ]  |
| 2006年（平成18年） |                    | 1,380            | [ * 9 ]  |
| 2007年（平成19年） |                    | 1,136            | [ * 10 ] |
| 2008年（平成20年） | 3,059              | 1,031            | [ * 11 ] |
| 2009年（平成21年） |                    | 952              | [ * 12 ] |
| 2010年（平成22年） |                    | 925              | [ * 13 ] |
| 2011年（平成23年） | 2,753              | 890              | [ * 14 ] |
| 2012年（平成24年） | 3,903              | 1,972            | [ * 15 ] |
| 2013年（平成25年） | 4,044              | 1,968            | [ * 16 ] |
| 2014年（平成26年） | 4,219              | 2,068            | [ * 17 ] |
| 2015年（平成27年） | 4,288              | 2,103            | [ * 18 ] |
| 2016年（平成28年） | 4,451              | 2,188            | [ * 19 ] |
| 2017年（平成29年） | 3,065              | 1,555            |          |
| 2018年（平成30年） | 3,047              |                  |          |

## 歷史
- 1903年（明治36年）6月20日 - 谷戶站啟用。
- 1948年（昭和23年）7月15日 - 改名腰越站。
- 1993年（平成5年） - 延長月台。

## 相鄰車站
江之島電鐵
 江之島電鐵線
江之島（EN06）－腰越（EN07）－鎌倉高校前（EN08）

## 外部連結
- 腰越站 （页面存档备份，存于） - 江之島電鐵

35°18′30″N 139°29′36″E / 35.30833°N 139.49333°E